# Villalba del Alcor
Villalba del Alcor is een gemeente in de Spaanse provincie Huelva in de regio Andalusië met een oppervlakte van 62 km². In 2007 telde Villalba del Alcor 3480 inwoners.